# ЯГ-3
ЯГ-3 — советский тяжёлый грузовой автомобиль грузоподъёмностью 5 тонн, выпускавшийся на Ярославском государственном автозаводе с 1932 по 1934 год.

## Общие сведения
ЯГ-3 представлял собой вариант ранее выпускавшегося на том же заводе грузовика Я-5, но с отечественным двигателем АМО-3. Чтобы сохранить тяговые характеристики, пришлось увеличить передаточное число главной передачи (с 7,92 до 10,9), пожертвовав скоростью (она снизилась с 53 до 42 км/ч).
С января 1934 года на машину стали устанавливать форсированный до 73 л. с. двигатель и коробку передач от ЗИС-5, эта модель получила наименование ЯГ-4.

## Технические характеристики
- Кузов: деревянная платформа с откидными бортами
- Колёсная формула: 4 × 2
- Рабочий объём двигателя: 4,88 л
- Число цилиндров: 6
- Степень сжатия: 4,55
- Максимальная мощность: 66 л.с. при 2400 об/мин
- Номинальная мощность: 60 л.с. при 2200 об/мин
- Масса пустого автомобиля: 4670 кг без шофёра (4750 кг с шофёром)
- Грузоподъёмность: 5000 кг
- Максимальная скорость: 42 км/ч
- Расход топлива: 43 л на 100 км
- Годы выпуска: 1932—1934